# Свин Сити
Свин Сити — канадский телевизионный мультсериал производства CineGroup и Animakids, снятый режиссёром Энди Найтом. Премьера состоялась 14 декабря 2002 года. Впервые был показан на канале Teletoon. Мультсериал транслировался на канале Fox Kids. В России его показывали на Fox Kids Russia. На Украине показывался на Новом канале.
В мультсериале используются выражения и фамилии, связанные со свиньями. Например в серии «Успехи свиномузыки» упоминается актёр Роберт де Хрюно, а в серии «Свинская политика» Майки говорит: «Ну и свинью мне подложили». Также мультсериал богат выражениями, намекающими на принадлежность главных героев к свиньям, например такими как: «она мне слова не хрюкнет…» и «трясите беконом!». Кроме того главные герои учатся в Свинской Академии, а среди изучаемых в ней предметах есть «эсвинова геометрия» и «бекон».

## Персонажи
- Майки (Майки Хогинс) — главный герой, деревенский житель. Довольно простодушный, но ироничный и сообразительный.
- Реджи (Реджинальд де Бор) — двоюродный брат Майки. Отличается своей глупостью. Играет в метал-группе.
- Марта (Марта де Боров/де Бор; в первой серии фамилия переведена как ле Хряк) — кузина Майки. Взбалмошная свинья со своеобразным характером. Очень своенравная. Приверженка феминистических идей. Марта зачастую злится, орёт и грубит. При этом всём обладает недюжинным умом и способна на благородные поступки (например, узнав, что Лярдис хочет превратить поляну возле школы в автостоянку, сообщает об этом братьям, хотя это лишило её шанса попасть на Доску почёта).
- Бонни Спигетти — лучшая (и вообще единственная) подруга Марты. Лучше всего её описывают слова Майки: «страшно богата и так же страшно бестолкова».
- Бетти Карбонара — возлюбленная Майки, девушка Линка Корморанта. Первая красавица школы.
- Линк Корморант — богатый и красивый, но глупый хряк. Звезда футбольной команды колледжа.
- Боб и Стиг — участники группы, в которой играет Реджи.
- Триш и Дэйв — домработники богатых родителей Рэджи и Марты, заменяющие им и Майку родителей.
- И. Брайан Утерхог — умный и начитанный приятель Майки. Зачастую помогает Майки выпутываться из переделок. Проявляет явную симпатию к Марте. Постоянно что-то изобретает и разрабатывает, но это часто выходит боком (однажды создал духи с "чудовищно привлекательным" запахом и весьма неожиданным побочным эффектом).
- Лярдис — заместитель директора школы. Любит деньги и власть (по словам Майки, "патологически жаден"), его интересы часто сталкиваются с интересами главных героев. Любимая фраза: "За удовольствие надо платить!".
- Мистер Троттер — школьный учитель алгебры.
- Хэмрок — директор академии Баркли.

## Роли озвучивали
- Тор Бишоприк — Майки
- Филипп Лемайстр — Реджи
- Эмма Кампбелл — Марта
- Майкл Ярмуш — И. Брайн
- Линдси Абрахамс — Бетти
- Метт Холланд — Дейв
- Дженнифер Седжин — Триш
- Бретт Уотсон — Линк

### Русский дубляж
- Олег Куликович, Анатолий Петров (с 9 эпизода) — Майки, И. Брайн
- Светлана Репетина — Марта, Бонни, Бетти
- Максим Сергеев — Реджи, Линк

## Список серий

### Первый сезон
| Номер серии | Название                     | Английское название       | Описание |
| ----------- | ---------------------------- | ------------------------- | --- |
| 1 Серия     | Хвост виляет Свиньей         | Wag The Hog               | Марту никто не приглашает на выпускной бал, а Рэдж получил двойку по химии в четверти. Если Рэдж не исправит двойку, то родители отправят его в летнюю школу. Так как Марта знает химию, Майки предлагает сделку: Марта учит Рэджа химии, а Майки находит Марте кавалера на выпускной бал. Марта соглашается, и Майки по плану Ибрайна Утерхока подстраивает знакомство Линка Кормарада с Мартой. Но Марта не соглашается идти с Линком на выпускной бал, и тогда Ибрайн приглашает Марту на выпускной. На выпускном бале Майки танцует с Бетти, Марта танцует с Ибрайном, а Рэдж играет со своей группой песню «Гимн периодической таблице». |
| 2 Серия     | Успехи свиномузыки           | Taking Care Of Bacon      | В Свин-Сити приезжает легендарная рок-группа «STY», и Реджи и его группа пытаются попасть в число групп «на разогреве». Им удается попасть на концерт, но не в качестве группы на разогреве, как они думают, а в качестве монтажников, собирающих и разбирающих инструменты и оборудование. Когда они узнают об обмане, они решают проучить свиней из рок-группы, и приводят в негодность инструменты. Проучив их, группа «Реджи и ломти» играет вместо провалившейся. |
| 3 Серия     | Свинская политика            | Pork Barrel Politics      | В колледже начинаются выборы президента колледжа, и Линк выдвигается в кандидаты. Вслед за ним баллотируется Марта, а чтобы ей помочь, третьим выдвигается Майки. Оттянув голоса Линка на себя, он сможет обеспечить кузине победу. Однако Линки находит на Майки компромат, показывая фотографию Майки на его родной ферме. В колледже не любят «деревенщину», и шансы Линки на победу снова возрастают. После этого Майки находит компромат на Линка, и Линк, не желая быть опозоренным, снимает свою кандидатуру. Бетти узнает о поступке Майки и расстраивается. Майки, желая исправить положение и уступить Марте, обещает избирателям учёбу круглосуточно и круглый год. Все, кроме Ибрайна (заинтересованного концепцией круглосуточной учёбы) и Бетти (умилённой благородным поступком Майки по отношению к Марте), отдают свои голоса за Марту, которая даже и не подозревает, что кузен ей уступил. |
| 4 Серия     | Связанные                    | Hog Tied                  | По результатам контрольной Марта получает 99,9 %, тогда как все остальные — низкие баллы. Однако оказывается, что Майки получил больше — 117 %. Шантажируя Реджи и обольщая И. Брайна, Марта хочет узнать, как Майки списал на большой балл. Обнаружив в компьютере Майки личный дневник, Марта приходит к Майки и снова идёт на шантаж — она угрожает показать всем запись в дневнике, в которой Майки сладостно говорит о своей любви к Бетти. С этого момента Майки становится рабом Марты, и по велениям Марты унижается перед другими. Не вытерпев такой жизни, и не сумев похитить диск с записью, Майки отказывается быть рабом Марты. Тогда Марта показывает записи из личного дневника Майки на школьном кинофестивале. Дневник к удивлению Майки имеет успех, а Марта раскаивается и готова на все, чтобы вернуть дружбу. И теперь она становится рабом Майки…                                      |
| 5 Серия     | Мистер Майки                 | Mr.Mikey                  | В Свин Сити намечается показ мод, и Майки хочет на этом заработать. Но вот незадача — он не умеет стричь, а робот-парикмахер Ибрайна стрижёт ещё хуже. И Майки уже хочет закрыть салон, но оказывается, что Реджи хорошо стрижёт, и у салона Майки появляется слава и много клиенток. Бетти приходит к Майки и представляет ему Ленсона и Мюрреел из Общества парикмахеров. Они выбрали Рэджи как парикмахера, который будет делать прически на показе мод, а Марту пригласили поучаствовать в показе мод. На самом деле Марта выбрана для того, чтобы смешить публику (потому что она "толстая, как сарделька"), и Майки, подслушав разговор парикмахеров, узнаёт об обмане. Майки рассказывает Марте о замысле парикмахеров, и она им мстит — не просто выходит на сцену, но и вместе с группой «Реджи и ломти».                                                                                            |
| 6 Серия     | Метеоритный ажиотаж          | Meteorite Madness         | Рядом со школой падает метеорит. Метеорит признают важной находкой. С этого момента с метеорита не сводят глаз Марта и Лярдис: Марта считает его своим и пытается его украсть, Лярдис оберегает его и хочет на нём заработать. В конце концов Ибрайн делает анализ состава метеорита, и поражённый, бежит предупредить остальных, что это на самом деле не метеорит. Чем оказывается посланец с неба, никто из героев так и не говорит (хотя делается явный намёк). |
| 7 Серия     | Хочу быть директором         | It’s The Principal        | Лярдис хочет стать директором, указывая инспектору на невозможность пребывания Хэмрока на посту директора. Хэмрока увольняют, и Лярдис становится директором. Но Лярдис забывает, что по уставу Свинской Академии директор должен знать латынь. Хэмрок снова становится директором, а Лярдису ничего не остаётся, как зубрить латынь… |
| 8 Серия     | Марта и Копченые             | Martha and the Razorbacks | В академии появляются новые ученицы — трио «крутых девчонок», называющих себя Копчёными (герои были знакомы с ними с детства). Марта пытается стать одной из них, для чего выполняет все их распоряжения: например, подсыпает тальк в фен Бетти, заставив её таким образом выбежать из душевой и оказаться на виду у директора в одном полотенце. Параллельно выясняется, что Копчёные были судимы… |
| 9 Серия     | Звезды хрюк-н-ролла          | Porkstars                 | У Реджи сел голос, и продюсер, услышав его сиплый голос, выбрал на конкурсе не его группу, а группу Шпика Свинатры. Реджи, Майки, Боб, и Стиг хотят во что бы то ни стало обратить внимание продюсера на песню «Хрюк-н-ролл» — и добиваются своего: воспользовавшись привычкой Майки петь в душе (в секрете от него), записывают его голос на плёнку. Таким образом Реджи удаётся «спеть». |
| 10 Серия    | Марта устраивается на работу | Raising A Stink           | Празднуя своё похудение на 400 грамм, Марта покупает много новой одежды и совершает перерасход денег на кредитной карточке. Теперь ей нужно работать, чтобы оплатить долг. Марта устраивается работать в магазин духов «Ниф-ниф», но её увольняют из-за мелкой оплошности. Теперь Майки и Реджи пытаются вернуть Марте работу… |
| 11 Серия    | Свинмалион                   | Pigmalion                 | Реджи замечает в кинотеатре красивую девушку и пытается ей понравится, но она его отвергает. Он просит помощи у Марты. Марта соглашается помочь Реджи, чтобы выиграть спор с Майки. И Марта меняет Реджи — из лохматого металлиста он превращается в стильного парня, который нравится девушкам… |
| 12 Серия    | Свинячьи нежности            | Honey Mommy               | Все девушки академии влюбленны в новенького — Джонни Смальца, обольщающего Марту. Майки и И. Брайн выясняют, что Джонни нужна не Марта, а её деньги, и разыгрывают спектакль: Майки переодевается в очень богатую девушку и таким образом открывает глаза Марте. И план мести приходит в исполнение… |
| 13 Серия    | Засвинячим им металл!        | Pork Up The Volume        | Радио, на котором ставят в эфир хэви-метал, прекращает вещать из-за малой популярности хэви-метала. Теперь Майки и его друзья создают своё радио с хэви-металом… |

### Второй сезон
| Номер серии | Название                        | Английское название     | Описание |
| ----------- | ------------------------------- | ----------------------- | --- |
| 1 Серия     | Любовь к публичным выступлениям | Motivational Ham        | Триш и Дейв увольняются от семьи ДеБор, чтобы попробовать себя на новом поприще. Майки, Реджи и Марта пытаются их вернуть, но из-за несдержанности Реджи и Марты в чувствах, Триш и Дейв теряют и новую работу. Теперь Майки решает взять все в свои руки. |
| 2 Серия     | Аукцион                         | Bachelor Daze           | Бетти Карбонара и школьный совет устраивает благотворительный аукцион. Лоты на этом аукционе — свидание с лучшими кабанами школы. В этот список попали и ребята из группы Реджи, Майки, И. Брайан и, конечно же, Линк. Майки хочет, чтобы его купила Бетти, и поэтому просит Реджи отвлечь её от покупки Линка. В итоге Линка покупает Марта, но и Майки достается совсем не Бетти. И тогда Бетти, по всей видимости, из жалости, покупает И. Брайана. Ребята пытаются разобраться во всей этой неразберихе. |
| 3 Серия     | Пусть победит сильнейший        | Coming To Grips         | Майки участвует в школьных соревнованиях по грязь-рестлингу. После победы над Линком, который до этого побеждал 3 года подряд, Майки становится известно, что впереди его ждет ещё не одно соревнование, и в каждом он не должен упасть в грязь лицом, в прямом и переносном смысле. |
| 4 Серия     |                                 | Family Plot             | |
| 5 Серия     | Вождение                        | Driven                  | Майки, Реджи и Марта должны вот-вот сдать экзамен по вождению. Вопреки ожиданиям, Марта и Реджи справляются с этим, а Майки проваливается из-за пустяка. Теперь он вынужден тренироваться на старом рыдване. Линк, получивший от родителей новый порш, смеётся над ним, и Майки бросает ему вызов. А тем временем Реджи, Боб и Стиг строят планы насчёт их первого мирового турне. |
| 6 Серия     | Золотое перо                    | The Pig is Mightier     | Марте не нравятся те новости, что печатают в школьном еженедельнике, и она решает это исправить, предлагая заведующему газеты писать про учеников только правду. Марта становится востребованным журналистом, пока не понимает, что из-за её грубых статей она потеряла всех своих друзей и любовь родственников. |
| 7 Серия     | Хог, великий и ужасный          | The Hogfather           | Хог Блекмур, школьный верзила, просит Майки помочь ему с пересдачей английского. Хог, после удачной сдачи предмета, начинает отпугивать от Майки всех приятных и неприятных ему свиней, считая это платой за помощь. Майки не находит ничего лучше, чем разозлить Хога, чтобы между ними не было мешающего жить Майки долга. Тем временем Марта записалась на факультатив сольфеджио. |
| 8 Серия     | Игра в страшилки                | Pork n' Screams         | На Хэллоуин Триш и Дэйв уходят на карнавал, а Марта, воспользовавшись этим, намеревается сама съесть все конфеты, предназначенные для детей. Майки категорически против, и тогда Марта предлагает рассказывать страшные истории, предварительно показав братьям фальшивое видео о «сбежавшем маньяке». Но, казалось бы, безобидная игра в страшилки заканчивается очень неожиданно… |
| 9 Серия     | Рождественское свинство         | Christmas Ham           | К Майки приезжают его родители, и ему ужасно не по себе от этого. К тому же он не знает, что кому подарить. Но в конце концов всё кончается наилучшим образом — как и положено на Рождество. |
| 10 Серия    |                                 | Reggie v.s. His Brain   | |
| 11 Серия    | Просветитель                    | Headcheese of the Class | Марта тайком встречается с парнем по имени Роберт Колбасайн. А тем временем Майки исполняет обязанности учителя (точнее, только и делает, что развлекает класс). Но когда он узнаёт о тесте по пьесе «Свинео и Хрюньетта», он не знает, что делать… но всё решает неожиданно подвернувшийся случай. |
| 12 Серия    | Свиньи-капиталисты              | Capitalist Pig          | Майки занимается волонтерством в детском доме. Родители Реджи и Марты выдают ребятам по тысяче долларов, чтобы научить их приумножать свой капитал. Майки везет больше всех и его приглашают в элитный школьный клуб для богатых хряков. Майки зазнается, почувствовав вкус денег, и забывает о по-настоящему дорогих вещах. |
| 13 Серия    | Свиньи в Японии                 | Pig In Japan            | После очередного неудачного выступления группу «Реджи и ломти» неожиданно замечает продюсер-японец Акира и приглашает их в Японию. Ребята соглашаются, и оказывается, что там у группы уже есть фанаты, а первое же выступление становится успешным. И всё бы хорошо, если бы Майки и Марта не попались якудзам… |
| # Серия     |                                 | Dear Martha             | |

## Интересные факты
- В серии "Свинмалион" постеры в кинотеатре пародируют таковые к фильмам "Кошмар на улице Вязов" и "Звёздные войны".
- В серии "Свинячьи нежности" Майки, переодевшись в богатую девушку, берёт себе псевдоним Мишель Тефтеллер - явная отсылка к Рокфеллеру.
- В серии "Игра в страшилки" история Майки отсылает к фильму "Зелёный сойлент".
- В комнате И. Брайана висит постер со "свинской" версией Супермена.
- В серии "Любовь к публичным выступлениям" есть явная отсылка к сказке "Три поросёнка": Триш и Дэйв упоминают в своей речи дома "из соломы, дерева и кирпича", настаивая на том, что последний вариант - лучший.
- В серии "Марта устраивается на работу" (сцена в музыкальном магазине) можно заметить диск, оформление которого пародирует оформление альбома Pink Floyd "Стена".
- В серии "Звёзды хрюк-н-ролла" присутствует пародия на знаменитую сцену из фильма "Психо" (когда Майки поёт в душе, а И.Брайан и Реджи записывают его голос).
- В серии "Рождественское свинство" есть отсылка к "Рождественской песни в прозе", когда Майки рассказывает о своём сне, в котором присутствовали три духа.
- Одна белорусская панк-рок группа носит название CBiHCiTY. На музыке группы это не отражается, но её музыканты явно знают о существовании данного мультсериала.